# Peter von Arx
Peter von Arx (* 11. Juni 1937 in Olten) ist ein Schweizer Grafiker, Plakatkünstler, Filmemacher, Kunstlehrer.

## Leben und Werk
Peter von Arx absolvierte von 1954 bis 1958 eine Grafiker-Lithografenlehre in Zürich. Anschliessend besuchte er bis 1962 bei Armin Hofmann, Emil Ruder und Walter Bodmer die Fachklasse für Grafik an der kunstgewerblichen Abteilung der Allgemeinen Gewerbeschule Basel (AGS).
Von 1963 bis 1983 betrieb von Arx sein eigenes Grafikatelier in Basel und setzte sich insbesondere mit der Schriftgestaltung, der Ausstellungsgestaltung und dem Plakat auseinander. So entstanden u. a. mehrere Alphabete für die Weingartner AG in Basel und Architekturbeschriftungen.
Peter von Arx schuf zwischen 1960 und 1978 u. a. für einen seiner wichtigsten Auftraggeber, die Kunsthalle Basel, zahlreiche Plakate. Den Preis für das «Schweizer Plakat des Jahres» erhielt er 1965, 1969, 1970 und 1972. Für die Jugendzeitschrift Kompass war von Arx über mehrere Jahre hinweg als Bildredaktor und Typograf zuständig. Auch unterrichtete er von 1963 bis 1970 an der Allgemeinen Gewerbeschule Basel in der Fachklasse Grafik die Fächer Lithografie sowie Offset.
Ausgehend von einem Auftrag beschäftigte sich von Arx 1968 intensiv autodidaktisch mit filmischer Grafik. In der Folge etablierte er die Grundlagen des Films und der Filmgrafik als eigenständige Lehrfächer an der AGS und lehrte diese bis 1997. Neben seiner grafischen Tätigkeit drehte von Arx Kurzfilme und Videos sowie informative Sachfilme über die Filmausbildung. Auch hielt er Vorträge und Seminare zum Thema der filmischen Ausbildung in Deutschland, den USA und Mexiko.
Peter von Arx veröffentlichte 1983 das Buchs Film + Design – Die elementaren Phänomene und Dimensionen des Films im gestalterischen Unterricht. Von 1983 bis 1997 unterrichtete er im Bereich Audiovisuelle Projekte im Fachbereich Visuelle Kommunikation der Hochschule für Gestaltung und Kunst Basel (HFG). Zudem leitete er an der HFG von 1985 bis 1995 den Fachbereich Visuelle Kommunikation.